# Jedenspeigen
Jedenspeigen – gmina targowa w Austrii, w kraju związkowym Dolna Austria, w powiecie Gänserndorf. Liczy 1 074 mieszkańców (1 stycznia 2014).